# Rue Jean-Mermoz (Versailles)
Pour les articles homonymes, voir Rue Jean-Mermoz.
La rue Jean-Mermoz est une voie du quartier des Chantiers de Versailles, en France.

## Situation et accès
La rue Jean-Mermoz est une voie publique située dans le quartier des Chantiers de Versailles. Elle débute au niveau du 78, avenue de Paris, face au Domaine de Madame Élisabeth, et aboutit au niveau du 39, rue des Chantiers, face à la rue de la Porte-de-Buc, au niveau de la place du 8-Mai-1945, sous le pont des 6 voies de chemin de fer qui desservent la gare de Versailles-Chantiers.

## Origine du nom

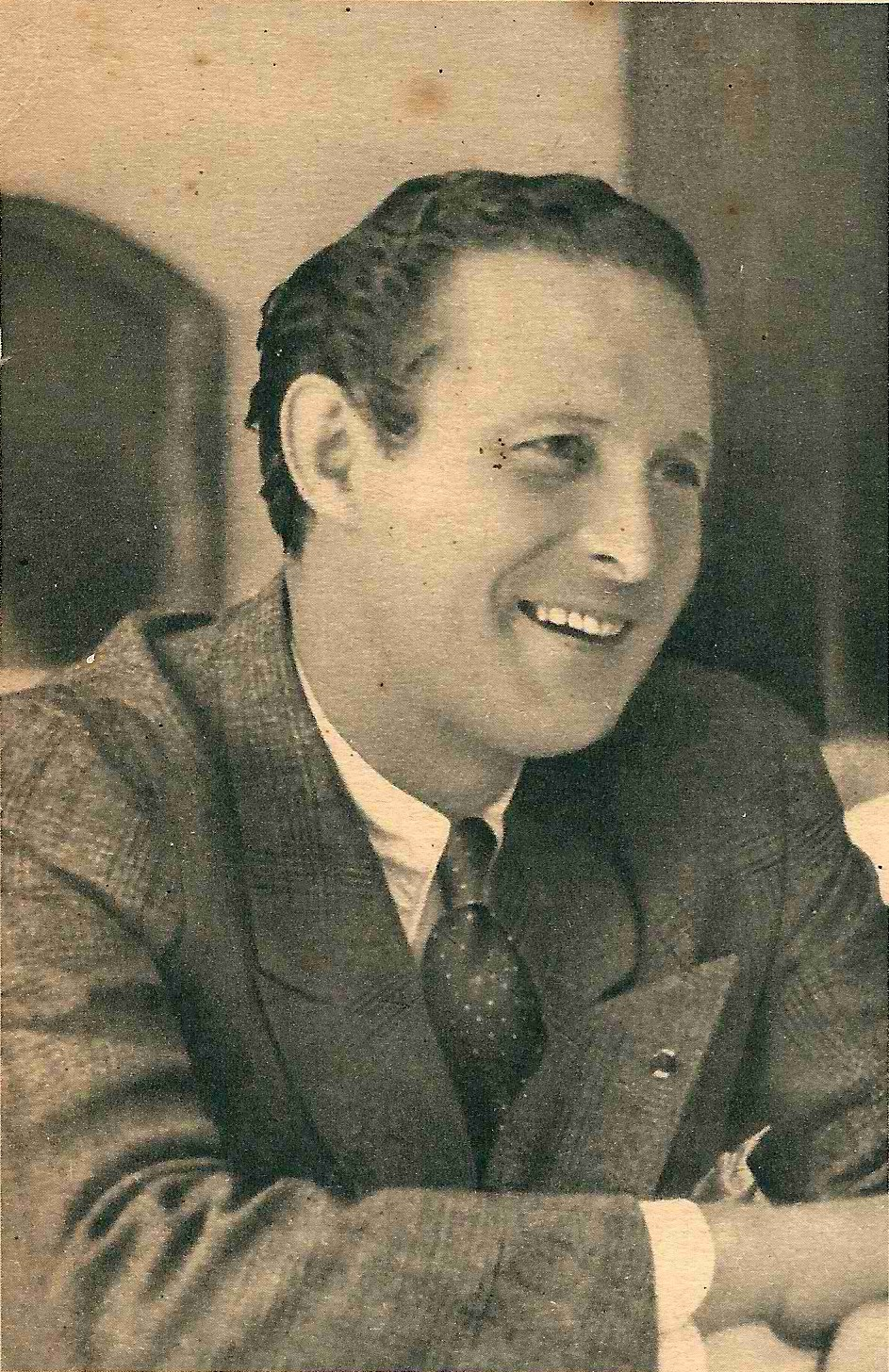
Jean Mermoz.

La rue Jean-Mermoz porte le nom de Jean Mermoz (1901-1936), aviateur et figure de l'Aéropostale, disparu dans l'Océan Atlantique le 7 décembre 1936.

## Historique
La rue Jean-Mermoz s'appelait jusqu'en 1937 rue de la Patte-d'Oie, nom qui a depuis été donné à une des impasses qui s'y raccordent. Cette rue s'étend sur le site de l'ancien étang de Porchefontaine. Le nom de patte d'oie semble venir de ce caractère humide, comme en témoigne par exemple un plan de Versailles de 1900 qui donne le nom de ru de la Patte-d'Oie à celui des deux ruisseaux qui constituent le ru de Marivel qui prend sa source au niveau de la rue Jean-Mermoz. Ce nom apparaissant sur un plan de Versailles de 1783, il est en tout cas bien antérieur à l'apparition du chemin de fer qui voit à proximité la séparation des lignes de Versailles-Rive-Gauche et de Versailles-Chantiers sous la forme d'une patte-d'oie…
La ligne des Invalides à Versailles-Rive-Gauche, empruntée par la ligne C du RER, croisait la rue Jean-Mermoz par un passage à niveau. Ce dernier a été supprimé et la rue passe désormais en souterrain par un tracé légèrement dévié vers l'Est, le cheminement historique de la rue étant conservé par l'itinéraire réservé aux piétons et aux cycles.